# Hypena orthosticha
Hypena orthosticha är en fjärilsart som beskrevs av Louis Beethoven Prout. Hypena orthosticha ingår i släktet Hypena och familjen nattflyn. Inga underarter finns listade i Catalogue of Life.